# Henry Hermansen
Pour les articles homonymes, voir Hermansen.
Henry Arne Hermansen, né le 13 avril 1921 à Lunner et mort le 18 janvier 1997 à Oslo, est un fondeur et biathlète norvégien.

## Biographie
Il obtient sa première et unique médaille internationale aux Championnats du monde de ski nordique 1950, où il remporte la médaille de bronze dans le relais de ski de fond avec Martin Stokken, Eilert Dahl and Kristian Bjørn.
Vers la fin des années 1950, il se redirige vers le biathlon, remportant une médaille de bronze par équipes aux Championnats du monde 1959 et 1962. Cette année, il est devenu le premier champion de Norvège de l'individuel.
Aux Jeux olympiques d'hiver de 1960, sa seule participation à l'événement planétaire, il est dixième de l'individuel de biathlon.

## Palmarès en ski de fond

### Championnats du monde
- Championnats du monde 1950 à Lake Placid :
  -  Médaille de bronze au relais 4 × 10 km.

## Palmarès en biathlon
- Championnats du monde 1959 à Courmayeur :
  -  Médaille de bronze à la compétition par équipes.
- Championnats du monde 1962 à Hämeenlinna :
  -  Médaille de bronze à la compétition par équipes.